# Frank Mason III
Frank Leo Mason III (ur. 3 kwietnia 1994) – amerykański koszykarz występujący na pozycji rozgrywającego.

## College
W barwach Jayhawks zadebiutował 8 listopada 2013 w meczu przeciwko Louisiana-Monroe Warhawks. W 2015 na Letniej Uniwersjadzie w Gwangju wraz z reprezentacją Stanów Zjednoczonych zdobył złoty medal. W 2015 i 2016 został wybrany do drugiego składu konferencji Big 12.
4 lutego 2017 w wygranym przez Jayhawks 92:89 meczu z Iowa State Cyclones pobił rekord kariery w NCAA, zdobywając 32 punkty.
4 lipca 2019 został zwolniony przez Sacramento Kings. 26 lipca podpisał umowę z Milwaukee Bucks na występu zarówno w NBA, jak i zespole G-League – Wisconsin Herd.
3 lutego 2021 dołączył do Orlando Magic. 15 lutego opuścił klub, po rozegraniu czterech spotkań.

## Osiągnięcia
Stan na 17 lutego 2021, na podstawie, o ile nie zaznaczono inaczej.
NCAA
- Uczestnik:
  - rozgrywek Elite 8 turnieju NCAA (2016, 2017)
  - turnieju NCAA (2014–2017)
- Mistrz:
  - turnieju konferencji Big 12 (2016)
  - sezonu regularnego Big 12 (2014–2017)
- Zawodnik Roku:
  - NCAA:
    - im:
      - Naismitha (2017)[10]
      - Johna R. Woodena (2017)[11]
      - Oscara Robertsona (2017)[12]

    - według:
      - Associated Press (AP – 2017)[13]
      - National Association of Basketball Coaches (NABC – 2017)[14]
      - Sporting News (SN – 2017)[15]

  - konferencji Big 12 (2017)[16]
- MVP turnieju Maui Invitational (2016)
- Laureat Bob Cousy Award (2017)[17]
- Zaliczony do:
  - I składu:
    - All-American (2017)
    - Big 12 (2017)
    - defensywnego Big 12 (2016)[3]
    - turnieju:
      - Orlando Classic (2015)
      - CBE Classic (2017)
      - Maui Invitational (2016)

  - II składu All-Big 12 (2015, 2016)[3]

Drużynowe
- Mistrz G-League (2020)

Indywidualne
- MVP G-League (2020)[18]
- Zaliczony do I składu G-League (2020)[18]

Reprezentacja
- Mistrz uniwersjady (2015)
- MVP uniwersjady (2015)